# Anzac Peak
Anzac Peak är en bergstopp på Laurens Peninsula på Heard Island i Heard- och McDonaldöarna (Australien).  Toppen på Anzac Peak är 715 meter över havet.
Polarklimat råder i trakten. Årsmedeltemperaturen i trakten är −6 °C. Den varmaste månaden är februari, då medeltemperaturen är −1 °C, och den kallaste är augusti, med −10 °C.